# 藤健次
藤 健次（ふじ けんじ）は日本の俳優。元スリーファンキーズのメンバー。本名菊地 健寿、旧芸名は高倉 一志（たかくら ひとし）。宮城県出身。

## 経歴
当初はアイドル歌手としてスリーファンキーズで活動していた。しかし、1965年にスリーファンキーズも脱退し、高倉健志と改名。1966年頃俳優を活動の中心とし、芸名を藤健次に改名した。その後、1967年にシングル雪子のロックを発売。
芸能界引退後は第一プロダクションのマネージャーに。

## 出演作品

### テレビドラマ
- 若い季節 (1964年)

### 映画
- 893愚連隊 (1966年)
- 昇り竜やわ肌開帳 (1969年)
- 斬り込み (1970年)
- 縄地獄 (1978年)
- 修道女ルシア 辱す (1978年)
- 時には娼婦のように (1978年)

## シングル
- 男の門出
- 雪子のロック